# Pico Hunza
El  Pico Hunza es una montaña ubicada en la zona más occidental de la cordillera del Karakórum en Pakistán, junto al pico Ladyfinger (Bublimating). Se encuentra en la arista Suroeste del macizo Ultar Sar, el más suroriental del principal grupo de la cordillera Batura Muztagh. Todo el macizo se eleva precipitadamente por encima del valle de Hunza, al sureste.
El Bublimating en tanto, es una pequeña prominencia por encima del collado con el cercano pico Hunza, y es particularmente notable por ser una torre de roca relativamente sin nieve entre los picos nevados de escasa importancia por encima del collado con el cercano pico Hunza, es particularmente notable por ser una torre de roca sin nieve entre los picos nevados circundantes.
Este pico tiene al menos dos rutas conocidas, ambas exploradas y escaladas en 1991. Dichas rutas se completaron en estilo alpino, el primero por una expedición sueca y la segunda por un equipo británico, que incluía a Caradog Jones y Mick Fowler.